# Ierland op de Olympische Zomerspelen 2004
Ierland nam deel aan de Olympische Zomerspelen 2004 in Athene, Griekenland. Ierland leek een gouden medaille te hebben gewonnen in de persoon van Cian O'Connor die bij het paardspringen met zijn paard Waterford Crystal de wedstrijd won. Later bleek dat het paard positief testte op doping, waardoor paard en ruiter uit de uitslag werden geschrapt en de medaille moesten inleveren.

## Deelnemers en resultaten per onderdeel

### Atletiek
| Olympiër          | Discipline            | Resultaat | Prestatie                                                |
| ----------------- | --------------------- | --------- | -------------------------------------------------------- |
| Paul Brizzell     | 200m (m)              | 39e       | serie 1: 6de in 21,00                                    |
| James Nolan       | 1500m (m)             | 18e       | serie 1: 8ste in 3.41,14 halve finale 1: 10de in 3.42,61 |
| Mark Carroll      | 5000m (m)             | 30e       | serie 2: 15de in 13.46,81                                |
| Alistair Cragg    | 5000m (m)             | 12e       | serie 1: 7de in 13.23,01 finale: 12de in 13.43,06        |
| Robert Heffernan  | 20km snelwandelen (m) | DSQ       | gediskwalificeerd                                        |
| Adrian O'Dwyer    | hoogspringen (m)      | DNF       | kwalificatie groep A: geen geldige poging                |
|                   |                       |           |                                                          |
| Maria McCambridge | 5000m (v)             | 31e       | serie 1: 15de in 15.57,42                                |
| Sonia O'Sullivan  | 5000m (v)             | 14e       | serie 2: 7de in 14.59,61 finale: 14de in 16.20,90        |
| Marie Davenport   | 10000m (v)            | 14e       | 31.50,49                                                 |
| Derval O'Rourke   | 100m horden (v)       | 29e       | serie 4: 7de in 13,46                                    |
| Olive Loughnane   | 20km snelwandelen (v) | DNF       | niet gefinisht                                           |

### Boksen
| Olympiër | Discipline | Resultaat | Prestatie                                                               |
| -------- | ---------- | --------- | ----------------------------------------------------------------------- |
| Andy Lee | -75kg (m)  | 9e        | 1ste ronde: W van MEX Angulo: 38-23 2de ronde: V van CMR N'Jikam: 27-27 |

### Kanovaren
| Olympiër               | Discipline | Resultaat | Prestatie                                              |
| ---------------------- | ---------- | --------- | ------------------------------------------------------ |
| Eoin Rheinisch         | K-1 (m)    | 21e       | voorronde: 21ste in 204,06                             |
|                        |            |           |                                                        |
| Eadaoinn Ni Challarain | C-1 (m)    | 21e       | voorronde: 15de in 240,75 halve finale: 11de in 116,95 |

### Paardensport
| Olympiër                                                          | Discipline  | Resultaat | Prestatie                                                             |
| Dressuur                                                          | Dressuur    | Dressuur  | Dressuur                                                              |
| ----------------------------------------------------------------- | ----------- | --------- | --------------------------------------------------------------------- |
| Heike Holstein                                                    | individueel | 50e       | Grand Prix: 50ste met 60,417%                                         |
| Eventing                                                          |             |           |                                                                       |
| Edmond Gibney                                                     | individueel | 62e       | 152,60 strafpunten                                                    |
| Niall Griffin                                                     | individueel | 23e       | 83,20 strafpunten                                                     |
| Sasha Harrison                                                    | individueel | 49e       | 102,40 strafpunten                                                    |
| Mark Kyle                                                         | individueel | 21e       | 75 strafpunten                                                        |
| Susan Shortt                                                      | individueel | 32e       | 76,8 strafpunten                                                      |
| Edmond Gibney Niall Griffin Sasha Harrison Mark Kyle Susan Shortt | individueel | 8e        | 217,00 strafpunten                                                    |
| Springconcours                                                    |             |           |                                                                       |
| Kevin Babington                                                   | individueel | 5e        | kwalificatie: 5de met 8 strafpunten finale: 5de met 12 strafpunten    |
| Marion Hughes                                                     | individueel | DNF       | kwalificatie: niet gefinisht                                          |
| Jessica Kürten                                                    | individueel | 19e       | kwalificatie: 17de met 13 strafpunten finale: 19de met 21 strafpunten |
| Cian O'Connor                                                     | individueel | DSQ       | kwalificatie: 36ste met 22 strafpunten finale: gediskwalificeerd      |
| Kevin Babington Marion Hughes Jessica Kürten Cian O'Connor        | individueel | DSQ       | gediskwalificeerd                                                     |

### Roeien
| Olympiër                                                    | Discipline             | Resultaat | Prestatie                                                                      |
| ----------------------------------------------------------- | ---------------------- | --------- | ------------------------------------------------------------------------------ |
| Sam Lynch Gearoid Towey                                     | lichte twee-zonder (m) | 10e       | serie 4: 1ste in 6.16,63 halve finale: 4de in 6.19,09 finale B: 4de in 6.49,26 |
| Richard Archibald Eugene Coakley Niall O'Toole Paul Griffin | vier-zonder (m)        | 6e        | serie 3: 2de in 5.52,54 halve finale: 3de in 5.58,89 finale: 6de in 6.09,33    |

### Schietsport
| Olympiër      | Discipline | Resultaat | Prestatie                                         |
| ------------- | ---------- | --------- | ------------------------------------------------- |
| Derek Burnett | trap (m)   | 12e       | kwalificatie: 9de met 119 punten (25-24-23-24-23) |

### Wielersport
| Olympiër       | Discipline   | Resultaat    | Prestatie      |
| Mountainbike   | Mountainbike | Mountainbike | Mountainbike   |
| -------------- | ------------ | ------------ | -------------- |
| Robin Seymour  | mannen       | 30e          | 2:28.32        |
|                |              |              |                |
| Jenny McCauley | vrouwen      | DNF          | niet gefinisht |
| Weg            |              |              |                |
| Mark Scanlon   | mannen       | DNF          | niet gefinisht |
| Ciarán Power   | mannen       | 13e          | 5:41.56        |

### Zeilen
| Olympiër                       | Discipline | Resultaat | Prestatie                                                  |
| ------------------------------ | ---------- | --------- | ---------------------------------------------------------- |
| David Burrows                  | finn (m)   | 12e       | 116 punten: (17-14-9-3-18-2-OCS-10-11-10-22)               |
| Gerald Owens Ross Killian      | 470 (m)    | 16e       | 129 punten: (11-14-16-14-14-14-19-16-4-16-10)              |
| Mark Mansfield Killian Collins | star (m)   | 17e       | 125 punten: (11-15-11-13-13-15-17-9-10-13-15)              |
|                                |            |           |                                                            |
| Maria Coleman                  | europe (v) | 18e       | 147 punten: (18-12-12-20-18-15-22-19-19-13-1)              |
|                                |            |           |                                                            |
| Rory Fitzpatrick               | laser      | 30e       | 248 punten: (33-26-38-31-26-22-27-26-24-11-22)             |
| Tom Fitzpatrick Fraser Brown   | 49er       | 16e       | 152 punten: (10-16-10-4-12-5-17-2-17-16-14-14-DSQ-7-13-12) |

### Zwemmen
| Olympiër           | Discipline          | Resultaat | Prestatie                |
| ------------------ | ------------------- | --------- | ------------------------ |
| Michael Williamson | 200m schoolslag (m) | 22e       | serie 6: 6de in 2.15,75  |
|                    |                     |           |                          |
| Emma Robinson      | 100m schoolslag (v) | 24e       | serie 6: 8ste in 1.11,40 |

Afghanistan · Albanië · Algerije · Amerikaanse Maagdeneilanden · Amerikaans-Samoa · Andorra · Angola · Antigua en Barbuda · Argentinië · Armenië · Aruba · Australië · Azerbeidzjan · Bahama's · Bahrein · Bangladesh · Barbados · België · Belize · Benin · Bermuda · Bhutan · Bolivia · Bosnië en Herzegovina · Botswana · Brazilië · Britse Maagdeneilanden · Brunei · Bulgarije · Burkina Faso · Burundi · Cambodja · Canada · Centraal-Afrikaanse Republiek · Chili · China · Chinees Taipei · Colombia · Comoren · Congo-Brazzaville · Congo-Kinshasa · Cookeilanden · Costa Rica · Cuba · Cyprus · Denemarken · Djibouti · Dominica · Dominicaanse Republiek · Duitsland · Ecuador · Egypte · El Salvador · Equatoriaal-Guinea · Eritrea · Estland · Ethiopië · Fiji · Filipijnen · Finland · Frankrijk · Gabon · Gambia · Georgië · Ghana · Grenada · Griekenland · Groot-Brittannië · Guam · Guatemala · Guinee · Guinee‑Bissau · Guyana · Haïti · Honduras · Hongarije · Hongkong · Ierland · IJsland · India · Indonesië · Irak · Iran · Israël · Italië · Ivoorkust · Jamaica · Japan · Jemen · Jordanië · Kaaimaneilanden · Kaapverdië · Kameroen · Kazachstan · Kenia · Kirgizië · Kiribati · Koeweit · Kroatië · Laos · Lesotho · Letland · Libanon · Liberia · Libië · Liechtenstein · Litouwen · Luxemburg · Macedonië · Madagaskar · Malawi · Malediven · Maleisië · Mali · Malta · Marokko · Mauritanië · Mauritius · Mexico · Micronesië · Moldavië · Monaco · Mongolië · Mozambique · Myanmar · Namibië · Nauru · Nederland · Nederlandse Antillen · Nepal · Nicaragua · Nieuw-Zeeland · Niger · Nigeria · Noord-Korea · Noorwegen · Oeganda · Oekraïne · Oezbekistan · Oman · Oostenrijk · Oost‑Timor · Pakistan · Palau · Palestina · Panama · Papoea-Nieuw-Guinea · Paraguay · Peru · Polen · Portugal · Puerto Rico · Qatar · Roemenië · Rusland · Rwanda · Saint Kitts en Nevis · Saint Lucia · Saint Vincent en Grenadines · Salomonseilanden · Samoa · San Marino · Sao Tomé en Principe · Saoedi-Arabië · Senegal · Servië en Montenegro · Seychellen · Sierra Leone · Singapore · Slovenië · Slowakije · Soedan · Somalië · Spanje · Sri Lanka · Suriname · Swaziland · Syrië · Tadzjikistan · Tanzania · Thailand · Togo · Tonga · Trinidad en Tobago · Tsjaad · Tsjechië · Tunesië · Turkije · Turkmenistan · Uruguay · Vanuatu · Venezuela · Verenigde Arabische Emiraten · Verenigde Staten · Vietnam · Wit-Rusland · Zambia · Zimbabwe · Zuid-Afrika · Zuid-Korea · Zweden · Zwitserland